# جورج غروسميث

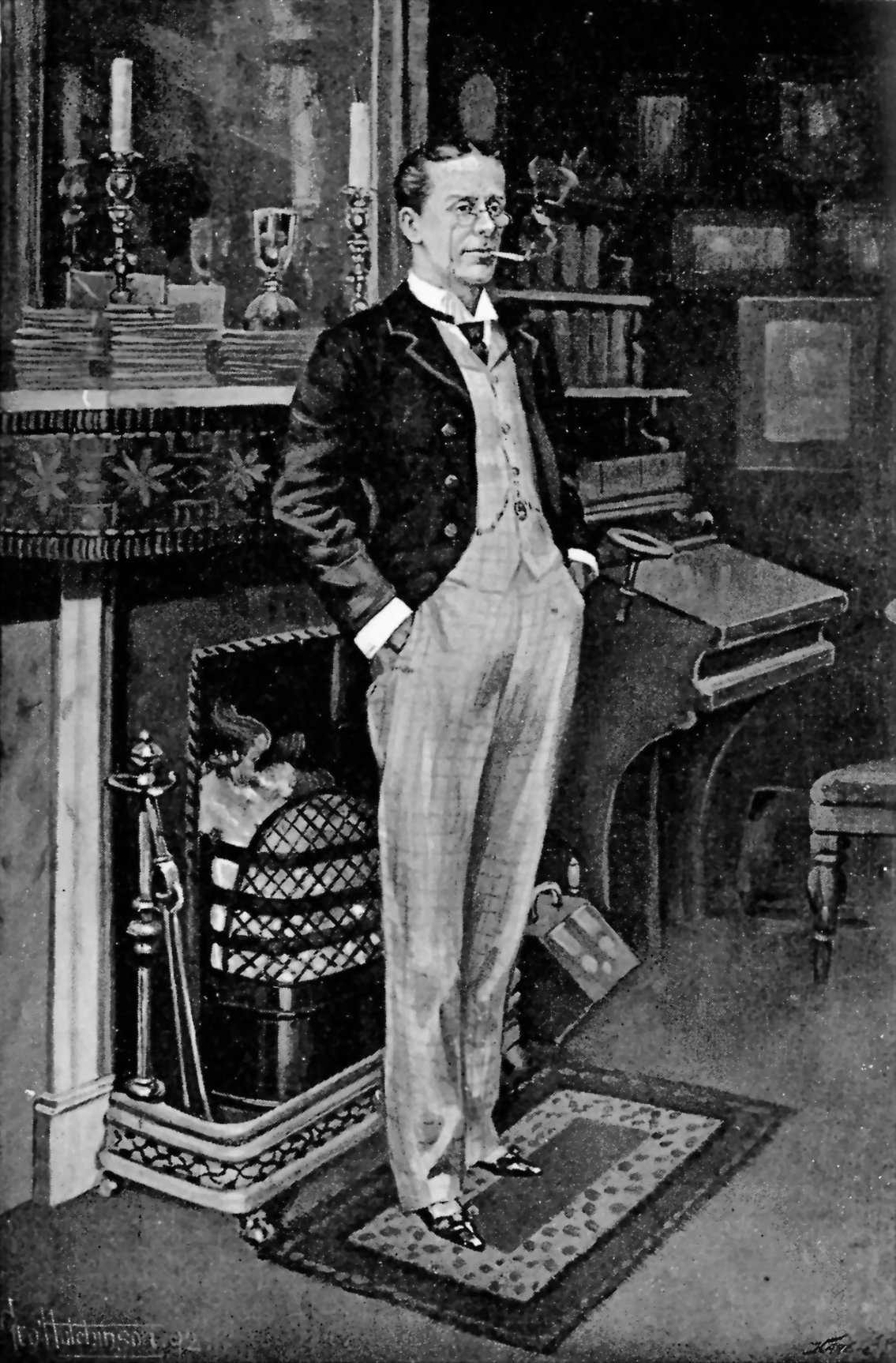
غروسميث 1893

كان جورج غروسميث (9 ديسمبر 1847- 1 مارس 1912) كوميديًا إنجليزيًا وكاتبًا وملحنًا وممثلًا ومغنيًا. امتدت حياته المهنية في فنون الأداء لأكثر من أربعة عقود. بصفته كاتبًا وملحنًا، أبدع 18 أوبرا هزلية، وما يقرب من 100 فقرة موسيقية، ونحو 600 أغنية ومقطوعة بيانو، وثلاثة كتب ومقالات جادة وهزلية للصحف والمجلات.
اختلق غروسميث سلسلة من تسع شخصيات في أوبرات غيلبرت وسوليفان الهزلية من 1877 إلى 1889، بما فيها السير جوزيف بورتر في إتش. إم. إس. بينافور (1878)، واللواء في قراصنة بينزانس (1880)، وكوكو في أوبرا ميكادو (1885- 1887). كتب أيضًا، بالتعاون مع أخيه ويدون، الرواية الهزلية مذكرات نكرة التي صدرت في 1892.
كان غروسميث مشهورًا في أيامه بأداء فقراته وأغانيه الهزلية الخاصة على البيانو، قبل أيام غيلبرت وسوليفان وبعدها، وصار أشهر مؤدٍ منفرد بريطاني في تسعينيات القرن التاسع عشر. ما زال بعض من أغنياته الهزلية حيًا حتى اليوم، بما في ذلك «انظري إلي أرقص البولكا». استمر بالأداء حتى العقد الأول من القرن العشرين. صار ابنه، جورج غروسميث الابن، ممثلًا وكاتب مسرحيات ومنتجًا للكوميديات الموسيقية الإدواردية، وكان ابنه الآخر لورنس ممثلًا.

## حياته وعمله

### نشأته
وُلد جورج غروسميث في إيزلينغتون بلندن، ونشأ في سانت بانكراس وهامبستاد بلندن. كان والده، واسمه جورج أيضًا (1820- 1880)، كبير المراسلين لصحيفة ذا تايمز وصحف أخرى في محكمة صلح بو ستريت وكان أيضًا محاضرًا وفنانًا ترفيهيًا. كانت والدته لويزا إيميلين غروسميث واسم عائلتها قبل الزواج ويدون (توفيت في 1882). على مر السنين، قضى والد غروسميث وقتًا أقل في بو ستريت وأكثر في جولاته بصفته مؤديًا. في شبابه، كان يُلقب غروسميث عادة «بالابن» لتمييزه عن والده، خاصة عندما يؤديان معًا، ولكن في معظم حياته المهنية كان يُسمى ببساطة «بجورج غروسميث». لاحقًا، سُمي ابنه الممثل وكاتب المسرحيات ومدير المسرح بجورج غروسميث "الابن" بدلًا من «الثالث»، وتخلط بعض المصادر بين الرجلين.
كان لغروسميث أخت أصغر منه اسمها إيميلي، وأخ أصغر اسمه ويدون. في 1855، ارتاد مدرسة داخلية في ماسينغهام هاوس على هافرستوك هيل في منطقة هامبستيد. درس البيانو هناك وبدأ بتسلية أصدقائه ومعلميه بتمثيليات الظل، وبعد ذلك من خلال العزف على البيانو بأذنه. انتقلت عائلته إلى هافرستوك هيل عندما كان غروسميث في العاشرة من عمره، وصار تلميذًا خارجيًا. في عمر الثانية عشرة، انتقل إلى مدرسة شمال لندن الجماعية في كامدن تاون. عاد إلى سانت بانكراس في عمر الثالثة عشرة. كان مصورًا فوتوغرافيًا ورسامًا هاويًا متعطشًا عندما كان مراهقًا، لكن شقيقه ويدون هو الذي ذهب إلى مدرسة الفنون. كان لعائلة غروسميث أصدقاء كثيرون منخرطون في الوسط الفني، بما فيهم جيه. إل. تول، وإلين تيري، وهنري إرفينغ، وإتش. جيه. بايرون، وتوم هود، وتي. دبليو. روبرتسون، وجون هولينغشيد (الذي صار لاحقًا مدير مسرح غاييتي بلندن).
كان غروسميث يأمل أن يصير محاميًا بالقضاء العالي. بدلًا من ذلك، عمل لسنوات عديدة منذ ستينيات القرن التاسع عشر وتدرب ثم حل محل والده بصفة مراسل بو ستريت لصالح صحيفة ذا تايمز، وعدة دوريات غيرها، عندما كان والده في جولات محاضراته. ومن بين الحالات التي أبلغ عنها كان تفجير كليركينويل على يد الفينيان في عام 1867. في نفس الوقت الذي بدأ فيه بإعداد التقارير، بدأ بكتابة مقالات هزلية للدوريات والمشاركة في العروض المسرحية للهواة. انضم أيضًا لوالده في عروضه الترفيهية ومحاضراته وعروض التقليد، وبدأ بإضافة الموسيقى إلى العروض الترفيهية، الأمر الذي لم يفعله والده من قبله.

### بداية حياته المهنية في الأداء
تلقى غروسميث الشاب بعض التقدير لأغاني وفقرات الهواة في الحفلات الخاصة، وابتداءً من عام 1864، في قراءات البنس. شارك أيضًا في عدد صغير من المسرحيات بصفته هاويًا، ولعب بما في ذلك دور جون تشود الابن في مسرحية روبرتسون، المجتمع، في معرض الرسوم التوضيحية عام 1868. كانت القطعة اللاحقة مسرحية هزلية كتبها والد غروسميث عن مسرحية ديكنز ممنوع المرور. لعب بعد ذلك دور البطولة في فيلم بول براي، وهو فيلم كوميدي كتبه بول في معرض الرسوم التوضيحية أيضًا بعام 1870. لكنه شعر ووالده أن مواهبه تكمن في كوميديا «الفقرات» لا المسرح. أعجب غروسميث الأصغر سنًا بعازف البيانو االكوميدي والفنان جون أورلاندو باري، الذي ابتكر وأدى في العديد من عروض جيرمان ريد إنترتينمينت، وحاول محاكاة باري في تطوير فقراته الخاصة، والتي تتكون من حكايات فكاهية وتعليقات ساخرة إلى حد ما ودردشات ارتجالية وأغان هزلية تتمركز حول البيانو.
صعد غروسميث إلى المسرح الاحترافي في عام 1870 بفقرة بعنوان «غرائب البشر» كتبها والده، وأغنية بعنوان «المصور المبتهج» (وقصده المصور «الخالي من الهموم»). كانت الأغنية، بكلمات والد غروسميث وموسيقى غروسميث الشاب، تتعلق بمصور كسر قلب سيدة شابة اسمها الآنسة جينكينز، فشربت مواده الكيميائية وماتت. في أواخر عام 1870، ظهر غروسميث الأصغر بمفرده في مكان ليلي في «منطقة بوليتيكنيك القديمة» في ريجنت ستريت، حيث تناوبت الفقرات الهزلية مع المحاضرات العلمية والجادة لترفيه الجمهور. كانت غرائب البشر وفقرة أخرى اسمها القزم الأصفر ناجحتين لغروسميث، وذهب في جولة مدتها ستة أشهر لأعماله السابقة. كتب غروسميث فقرة عام 1871 سماها كان رجلًا حذرًا. يذكر كاتب السيرة توني جوزيف أن جميع مواد غروسميث تقريبًا، باستثناء بعض القطع المبكرة، كانت من تأليفه وألحانه. وصف جوزيف الرسومات بأنها «تقليد ساخر خفيف القلب لجوانب مختلفة من الحياة والأخلاق المعاصرة... كان المؤدي الكامل... بصفته عازف بيانو (كان يؤدي في معظم الأحيان وهو جالس إلى البيانو)... بوصفه راويًا... ومن حيث التقليد والتعابير الوجهية والتوقيت، كان يتمتع بكل ما يلزم. كان شخصية قصيرة وأنيقة، وحول افتقاره إلى الطول إلى ميزة إيجابية، فأخذته الجماهير إلى كل مكان».